# توراكو بنفسجي
توراكو بنفسجي (الاسم العلمي: Musophaga violacea)، المعروف أيضًا باسم آكل الموز البنفسجي، هو توراكو كبير، وهي مجموعة من حباريات الشكل otidimorphae الإفريقية.